# Groningen (häst)
Groningen är en hästras som stammar från provinsen Groningen i den nordöstra delen av Nederländerna. Groningenhästar har funnits i Nederländerna sedan slutet av 1700-talet men den moderna groningenhästen korsades fram under slutet av 1800-talet. Groningenhästar är tyngre och kraftigare varmblodshästar. Den används numera främst som rid- och körhäst men klarar än idag av visst jordbruksarbete, vilket ursprungligen var dess huvudsakliga syssla.

## Historia
Groningenhästen har sitt ursprung i gamla lanthästar som avlades i Groningenprovinsen under 1700-talet. Dessa hästar var baserade på den holländska frieserhästen och användes främst som jordbrukshäst. 
Under 1800-talets senare hälft började man istället korsa de tunga groningenhästarna med varmblodshästar för att få fram lite lättare men ändå stora och starka draghästar. Den stora Oldenburgaren importerades från Tyskland för att göra rasen smäckrare utan att förlora styrka eller storlek. Men för att jämna ut exteriören för att inte groningenhästarna skulle bli för smala korsade man in de kraftiga kallblodshästarna Suffolk Punch från England. 
När maskiner tog över arbetet på åkrarna minskade rasen i popularitet och efter 1945 växte även efterfrågan på lättare ridhästar. Under sjuttiotalet var rasen nära att utplånas, mycket tack vare att det avelsmaterial som fanns användes till aveln av det framstående holländska varmblodet. Enbart en enda renrasig avelshingst återstod i landet. 
För att rädda groningenhästen importerades fler oldenburgare från Tyskland, samtidigt som man satsade på avel av lättare hästar för ridning. Ytterligare ett steg i bevarandet av rasen var att starta rasföreningen "Het Groninger Paard" (Groningerhästen) år 1982 och 1985 blev föreningen godkänd av staten för att bedriva avel och öppna en stambok. Föreningen startades bland annat för att sålla ut den unika groningenhästen bland andra varmblodsraser som alla ingick i stamboken för det holländska varmblodet. Uppfödare till groningenhästen ville inte att dessa hästar skulle försvinna i mängden då de trots allt hade en unik exteriör och ett mycket lugnare och mer lätthanterligt temperament. 
Idag har viss inkorsning av lättare hästar gjort rasen mer "ridvänlig" och antalet hästar växer stadigt. Idag räknar man med drygt 300 registrerade hästar i Nederländerna och runt 25 hingstar är godkända för avel. För att öka intresset för rasen håller man även en show för groningenhästar i augusti varje år. Dock är groningenhästarna mycket mindre i storlek än de gamla groningenhästarna från 1800-talets slut.

## Egenskaper
Groningenhästen är ett ganska grovt och tungt varmblod som än idag används inom körning och i lättare jordbruk. Förutom den lite kraftiga exteriören syns det gamla arvet från lanthästarna mest i huvudet som är tungt och långt och med en tydligt utåtbuktande nosprofil. 
De tidigare groningenhästara var mest kända för sitt kraftiga lårparti och starka benbyggnad. Än idag är bakpartiet kraftigt hos groningenhästarna som ger dem styrka och dragkraft. Korset är något platt och benen är korta, men hästarna är väl musklade och har en enorm dragkraft. Hovarna är tåliga och hårda och groningenhästar har ofta ett väldigt lugnt och stabilt temperament. 